# Departamento de León
León es un departamento de Nicaragua. Su cabecera departamental es León. Tiene una extensión territorial de 5,138 km². Está ubicado al occidente del país, y es uno de los departamentos más productivos.

## Geografía
El departamento de León se caracteriza por tener paisajes espectaculares, hermosas playas, bellos volcanes y un sinnúmero de destinos atractivos poco explorados. En este departamento se ubican cuatro volcanes de la cordillera de los Marrabios y además se encuentran bellas playas, pueblos históricos y sobre todo iglesias de hermosa arquitectura.

### Límites
Limita al norte con los departamentos de Chinandega y Estelí, al sur y este con el departamento de Managua, también al este con el departamento de Matagalpa y al oeste con el océano Pacífico.

## Historia
El departamento de León está ubicado en la región del Pacífico en Nicaragua. Su territorio lo poblaron diferentes tribus indígenas de las que resaltaban nagrandanos y maribios. Sus principales pueblos eran Subtiava e Imabite.
Sus orígenes datan casi desde la colonización de Nicaragua, cuando en 1524 se funda la ciudad de León en la región de Imabite, contiguo al lago Xolotlán. Su fundador fue Francisco Hernández de Córdoba. No obstante, un terremoto la destruyó en enero de 1610, mas la amenaza de erupción del volcán Momotombo, motivaron su abandono para fundar la nueva ciudad de León en su ubicación actual.

## Demografía
El departamento de León es el séptimo departamento más poblado de Nicaragua con 426 mil habitantes según las últimas estimaciones.
| Población histórica del departamento de León | Población histórica del departamento de León | Población histórica del departamento de León |
| Año                                          | Habitantes                                   | Fuente                                       |
| -------------------------------------------- | -------------------------------------------- | -------------------------------------------- |
| 1906                                         | 90 237                                       | Censo nicaragüense de 1906                   |
| 1920                                         | 78 300                                       | Censo nicaragüense de 1920                   |
| 1940                                         | 94 631                                       | Censo nicaragüense de 1940                   |
| 1950                                         | 123 614                                      | Censo nicaragüense de 1950                   |
| 1963                                         | 150 051                                      | Censo nicaragüense de 1963                   |
| 1971                                         | 166 820                                      | Censo nicaragüense de 1971                   |
| 1995                                         | 336 894                                      | Censo nicaragüense de 1995                   |
| 2005                                         | 355 779                                      | Censo nicaragüense de 2005                   |
| 2023                                         | 426 850                                      | Estimaciones del INIDE                       |

León tiene una población actual de 426,850 habitantes. De la población total, el 49% son hombres y el 51% son mujeres. Casi el 64.5% de la población vive en la zona urbana.

## División administrativa
El departamento de León está dividido administrativamente en diez municipios:
| Municipio            | Superficie | Población  | Población       |
| Municipio            | Superficie | Censo 2005 | Estimación 2023 |
| -------------------- | ---------- | ---------- | --------------- |
| Achuapa              | 416.2 km²  | 13,797     | 15,287          |
| El Jicaral           | 431.5 km²  | 10,326     | 11,930          |
| El Sauce             | 693.0 km²  | 27,900     | 31,833          |
| La Paz Centro        | 691.6 km²  | 28,118     | 32,699          |
| Larreynaga           | 780.2 km²  | 27,898     | 33,204          |
| León                 | 820.2 km²  | 174,051    | 214,920         |
| Nagarote             | 598.4 km²  | 32,303     | 39,500          |
| Quezalguaque         | 85.70 km²  | 8,591      | 10,032          |
| Santa Rosa del Peñón | 227.6 km²  | 9,529      | 11,037          |
| Telica               | 393.7 km²  | 23,266     | 26,408          |